# Federica Cesarini
Federica Cesarini (Cittiglio, 2 de agosto de 1996) é uma remadora italiana, campeã olímpica.

## Carreira
Cesarini conquistou a medalha de ouro nos Jogos Olímpicos de Verão de 2020 em Tóquio na prova de skiff duplo leve feminino, ao lado de Valentina Rodini, com o tempo de 6:47.54.